# Liden Films
Liden Films Inc, (japonês: 株式会社ライデンフィルム, Hepburn: Kabushiki-gaisha Raiden Firumu, estilizado como LIDENFILMS) é um estúdio  de  animação japonesa e tem sede em Kamiogi, Suginami, Tóquio, e tem outros estúdios em Kyoto e Osaka.

## Estabelecimento
A Liden Films foi fundada em 22 de fevereiro de 2012 e, pouco depois, virou uma subsidiária da holding Ultra Super Pictures , ao lado dos estúdios Sanzigen , Trigger e Ordet .   A empresa é atualmente representada por Tetsurou Satomi. 
Desde então, a empresa se expandiu, consistindo atualmente em quatro filiais separadas e a filial de Suginami: Liden Films Kyoto Studio (ライデンフィルム京都スタジオ, Raiden Firumu Kyōto Sutajio ) , fundada em 2015; Liden Films Osaka Studio (ライデンフィルム大阪スタジオ, Raiden Firumu Ōsaka Sutajio) , fundada em 2013; e dois Tokyo Studios, Liden Films Tokyo 1º Estúdio (ライデンフィルム東京第一スタオ, Raiden Firumu Tokyo Dai Ichi Sutajio) e Liden Films Tokyo 2 Estúdio (ライデンフィルム東京第二スタジオ, Raiden Firumu Tokyo Dai Ni Sutajio) .  Em 2016, o Kyoto Studio produziu sua própria série, e em 2020 o Osaka Studio fez o mesmo.

## Séries De TV
- Senyu (2013)[4]
- Aiura (2013)[5]
- Senyu 2 (2013)
- Miss Monochrome (2013)[6]
- Wooser's Hand-to-Mouth Life: Awakening Arc (2014)[7]
- Terra Formars (2014)[8]
- The Heroic Legend of Arslan (2015)[9]
- Yamada-kun to Nananin no Majo (2015)[10]
- Sekkō Boys (2016)[11]
- Schwarzesmarken (2016)[12]
- Kanojo to Kanojo no Neko: Everything Flows(2016)[13]
- Terra Formars: Revenge (2016)[14]
- Berserk (2016)
- The Heroic Legend of Arslan: Dust Storm Dance (2016)
- Poco's Udon World (2016)[15]
- Akashic Records of Bastard Magic Instructor (2017)
- Love and Lies (2017)
- Killing Bites (2018)[16]
- Layton Mystery Tanteisha: Katori no Nazotoki File (2018)
- Hanebado (2018)
- Phantom in the Twilight (2018)
- Boarding School Juliet(2018)
- As Miss Beelzebub Likes (2018)
- Magical Girl Spec-Ops Asuka (2019)
- Mayonaka no Occult Kōmuin (2019)
- Tejina-senpai (2019)
- Hōkago Saikoro Club (2019)
- Tenka Hyakken ~Meiji-kan e Yōkoso! (2019)[17]
- Rebirth (2020)[18]
- Woodpecker Detective's Office] (2020)
- Otherside Picnic (2021)[19]
- Suppose a Kid from the Last Dungeon Boonies Moved to a Starter Town (2021)
- Hortensia Saga(2021)[20]
- Cells at Work! Black (2021)[21]
- Farewell, My Dear Cramer (2021)
- Tokyo Revengers (2021)[22]
- Seven Knights Revolution: Eiyū no Keishōsha(2021)[23]
- Build Divide -#00000 (Code Black)- (2021)
- Kaginado (2021-2022)
- Tribe Nine (2022)
- Build Divide -#FFFFF (Code White)- (2022)
- Smile of the Arsnotoria the Animation (2022)
- Call of the Night (2022)
- My Master Has No Tail (2022)
- Eternal Boys (2022)
- Tokyo Revengers: Christmas Showdown (2023)
- The Legendary Hero Is Dead! (2023)
- Insomniacs After School (2023)
- Atelier Ryza: Ever Darkness & the Secret Hideout (2023)
- Rurouni Kenshin (2023)
- Tokyo Revengers: Tenjiku Arc (2023)
- Goblin Slayer II (2023)
- Gods' Games We Play (2024)
- Tonari no Yōkai-san (2024)
- Bye Bye, Earth (2024)
- Rurouni Kenshin: Kyoto Disturbance (2024)

## Filmes
- New Initial D the Movie [24]
- Cardfight!! Vanguard: The Movie
- New Initial D the Movie - Legend 2: Racer [25]
- Monster Strike The Movie [26]
- Happy-Go-Lucky Days [27]
- Sayonara Watashi no Cramer First Touch
- Child of Kamiari Month [28]

## OVA/ONAs
- Terra Formars: Bugs 2
- Yamada-kun to Nananin no Majo [29]
- The Heroic Legend of Arslan
- Monster Strike
- Monster Strike A Rhapsody Called Lucy -The Very First Song
- Lost Song
- Terra Formars: Earth Arc
- Love and Lies
- Midnight Occult Civil Servants
- Blade of the Immortal [30]
- Dungeon Fighter Online[31]